# ジ・ウルトラ・ヴィヴィッド・ラメント
『ジ・ウルトラ・ヴィヴィッド・ラメント』 (The Ultra Vivid Lament)は、ウェールズのロックバンド、マニック・ストリート・プリーチャーズが2021年に発表した14枚目のアルバム。
「スティル・スノーイング・イン・サッポロ」は1993年の来日で札幌を訪れた事が曲のモチーフになった。

## 収録曲
| #   | タイトル                                           | 作詞 | 作曲・編曲 |
| --- | -------------------------------------------------- | ---- | ---------- |
| 1.  | 「スティル・スノーイング・イン・サッポロ」         |      |            |
| 2.  | 「オーウェリアン」                                 |      |            |
| 3.  | 「ザ・シークレット・ヒー・ハド・ミスト」           |      |            |
| 4.  | 「クエスト・フォー・エンシエント・カラー」         |      |            |
| 5.  | 「ドント・レット・ザ・ナイト・ディヴァイド・アス」 |      |            |
| 6.  | 「ダイアポーズ」                                   |      |            |
| 7.  | 「コンプリケイテッド・イリュージョンズ」           |      |            |
| 8.  | 「イントゥ・ザ・ウェイヴズ・オブ・ラヴ」           |      |            |
| 9.  | 「ブランク・ダイアリー・エントリー」               |      |            |
| 10. | 「ハッピー・ボアード・アローン」                   |      |            |
| 11. | 「アフタレンディング」                             |      |            |

| #   | タイトル                           | 作詞 | 作曲・編曲 |
| --- | ---------------------------------- | ---- | ---------- |
| 12. | 「マイ・ドゥラウニング・ワールド」 |      |            |
| 13. | 「ジーズ・ダーク・ロード」         |      |            |